# Dalek Dasz
Dalek Dasz – wieś w Iranie, w ostanie Azerbejdżan Zachodni, w szahrestanie Mijandoab. W 2006 roku liczyła 335 mieszkańców.